# Schnals
Schnals ([ʃnals]; italienisch Senales) ist eine italienische Gemeinde mit 1243 Einwohnern (Stand 31. Dezember 2023) in Südtirol. Die Gemeinde erstreckt sich über einen Großteil des Schnalstals sowie die umliegenden Berggebiete.

## Geographie

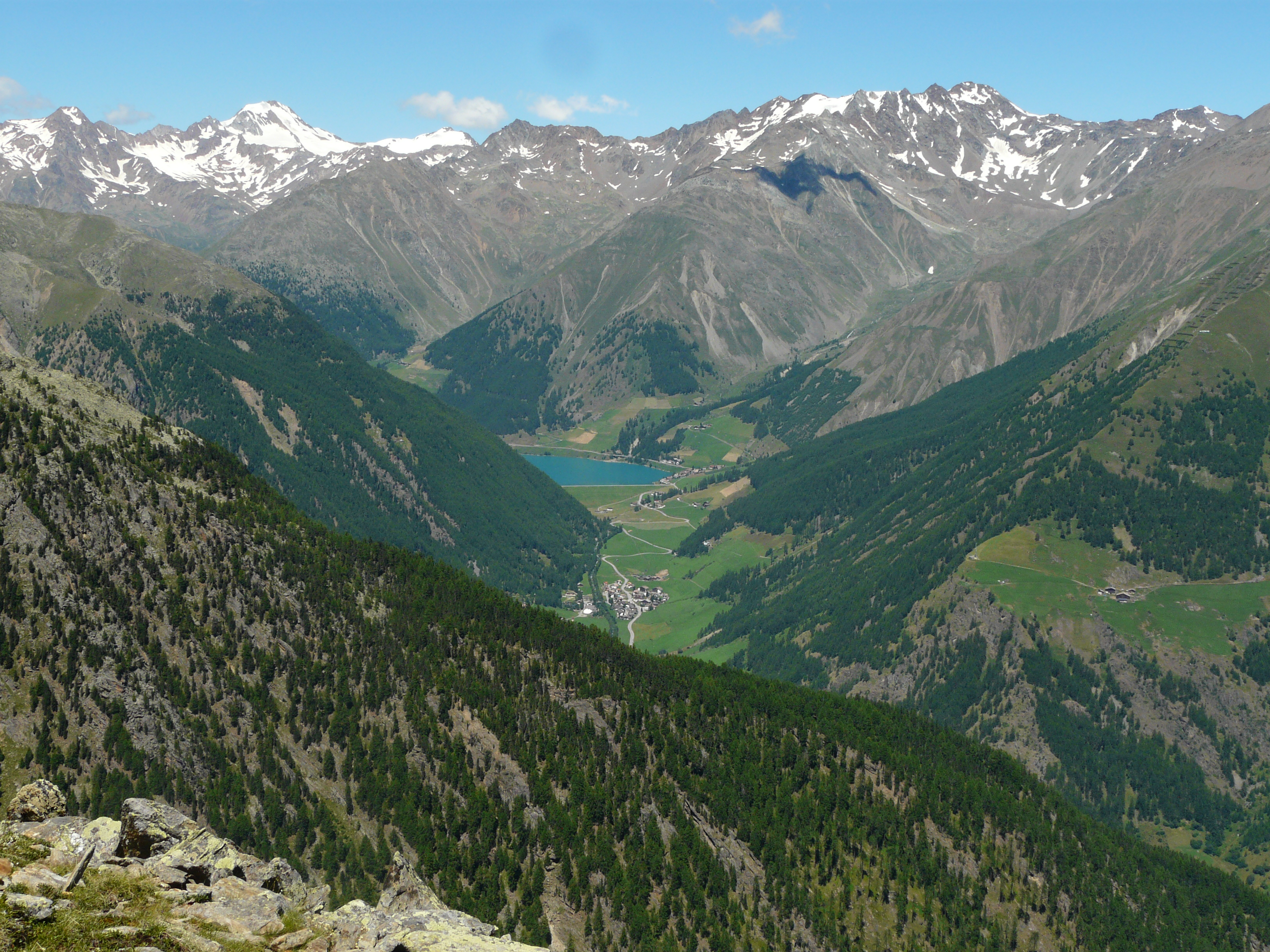
Blick auf das Schnalstal mit Unser Frau und dem Vernagt-Stausee

Die Gemeinde Schnals, mit 210,35 km² die flächenmäßig drittgrößte Gemeinde Südtirols, befindet sich im vom Schnalser Bach entwässerten Schnalstal, einem Seitental des Vinschgaus. Sie umfasst dabei nahezu das gesamte Tal (ausgenommen den Taleingangsbereich), mehrere Seitentäler wie das Pfossental sowie die umliegenden Berggebiete. In Schnals gibt es drei Dörfer: Karthaus (1323 m), Katharinaberg (1245 m) und Unser Frau (1500 m). Oberhalb von Unser Frau erstreckt sich neben der kleinen Siedlung Vernagt der Vernagt-Stausee (1689 m), die höchstgelegene Ortschaft ist Kurzras (2011 m) im Talschluss. 
Umgeben ist das Tal von zahlreichen Dreitausendern der Ötztaler Alpen, die diversen Untergruppen zugerechnet werden. Westseitig befindet sich der Saldurkamm, in dem beispielsweise die Schwemser Spitze (3459 m), die Lagaunspitze (3438 m), die Saldurspitze (3433 m) und die Mastaunspitze (3200 m) aufragen. Nordseitig wird Schnals vom stark vergletscherten Schnalskamm begrenzt, der Teil des Alpenhauptkamms ist und die italienisch-österreichische Staatsgrenze zum Bundesland Tirol trägt. Zu den bedeutenden Gipfeln hier zählen etwa die Hintere Schwärze (3624 m), der Similaun (3599 m), die Fineilspitze (3514 m), die Hochwilde (3480 m) und die Karlesspitze (3462 m). Ostseitig erhebt sich die Texelgruppe mit Gipfeln wie dem Roteck (3337 m), der Texelspitze (3318 m) und der Hochweißen (3281 m).
Die Texelgruppe und große Teile des Schnalskamms sind im Naturpark Texelgruppe unter Schutz gestellt.

## Geschichte
Im Finailtale finden sich prähistorische Baustrukturen, ebenso im Tisental westlich von Vernagt.
Schnals wurde 1273 als Snalles ersturkundlich erwähnt. Laut Schneller und Kühebacher liegt lateinisch casinales ‚Sennhütten‘ zugrunde.
Im 14. Jh. gründete der Kartäuserorden Kloster Allerengelberg, das heute die Haufensiedlung Karthaus ist.
1991 wurde auf dem Gemeindegebiet der Ötzi gefunden.

## Politik
Der Sitz der Gemeindeverwaltung liegt in Karthaus.
Bürgermeister seit 1945:
- Sebastian Grüner: 1945–1960
- Johann Rainer: 1960–1976
- Richard Grüner: 1976–1985
- Hubert Variola: 1985–2010
- Karl Josef Rainer: 2010–2025
- Peter Grüner: seit 2025

## Bevölkerung
Schnals ist gemäß den erhobenen Sprachgruppenzugehörigkeitserklärungen bzw. Sprachgruppenzuordnungserklärungen eine weitgehend deutschsprachige Gemeinde. Als Berechnungsgrundlage der folgenden Prozentwerte wurden die gültigen Erklärungen von Personen mit italienischer Staatsbürgerschaft herangezogen.
| Sprache     | 1981    | 1991    | 2001    | 2011    | 2024    |
| ----------- | ------- | ------- | ------- | ------- | ------- |
| Deutsch     | 98,32 % | 98,37 % | 97,29 % | 98,24 % | 97,89 % |
| Italienisch | 1,68 %  | 1,63 %  | 2,71 %  | 1,76 %  | 2,11 %  |
| Ladinisch   | 0,00 %  | 0,00 %  | 0,00 %  | 0,00 %  | 0,00 %  |

## Bildung
In Karthaus, Katharinaberg und Unser Frau gibt es deutschsprachige Grundschulen, in Karthaus und Unser Frau auch Kindergärten. Im Erdgeschoß der Grundschule Unser Frau befindet sich die öffentliche Bibliothek.

## Wirtschaft
Von wirtschaftlicher Bedeutung sind insbesondere die Landwirtschaft und der Tourismus. Der Vernagt-Stausee dient der Stromerzeugung. In den Orten Unser Frau und Karthaus befinden sich zwei Geschäftsstellen der Raiffeisenkasse.

## Sehenswertes
- ArcheoParc Schnals in Unser Frau (Ötzi-Dokumentation)
- Kartäuserkloster „Allerengelberg“ in Karthaus: Das Kloster wurde 1326 gegründet und 1782 aufgelassen. Das heutige Dorf Karthaus entstand in den Mauern des Klosters. Priorhaus, Kreuzgang (Ausstellungen heimischer Künstler), die Ringmauer des Klosters und die ehemalige Klosterkirche St. Anna sind noch erhalten.
- barocke Wallfahrtskirche Unser Frau mit Friedhof (Grabkreuze aus Kupfer und Bronze von Friedrich Gurschler und Martin Rainer)
- ein Teil des Gemeindegebietes gehört zum Naturpark Texelgruppe
- Schnalstaler Gletscherbahn bei Kurzras, höchste Seilbahn Südtirols (2011–3211 m), an der Bergstation gibt es eine große Panoramaterrasse mit Ausblick auf den Hochjochferner, auf die Ortler-Alpen und die Ötztaler Alpen, weiters gibt es eine Ausstellung zu Gletscherwelten, eine Ötzi Show-Galerie, welche den Fund der Eismumie dokumentiert.
- Vernagt-Stausee bei Vernagt
- der Schaftrieb in den Ötztaler Alpen, in Schnals über das Hochjoch und das Niederjoch, ein immaterielles Kulturerbe der österreichischen UNESCO-Kommission
- Fraktion Katharinaberg mit mehreren Baudenkmälern, darunter der Pfarrkirche St. Katharina
- Tisenhof, 1306 urkundlich genannter Bergbauernhof in der Fraktion Unser Frau oberhalb des Vernagt-Stausees
- Finailhof, ehemals höchstgelegener Kornhof Europas in der Fraktion Unser Frau
- Marchegghof mit Pfostenspeicher aus dem späten 16. Jahrhundert in der Fraktion Unser Frau

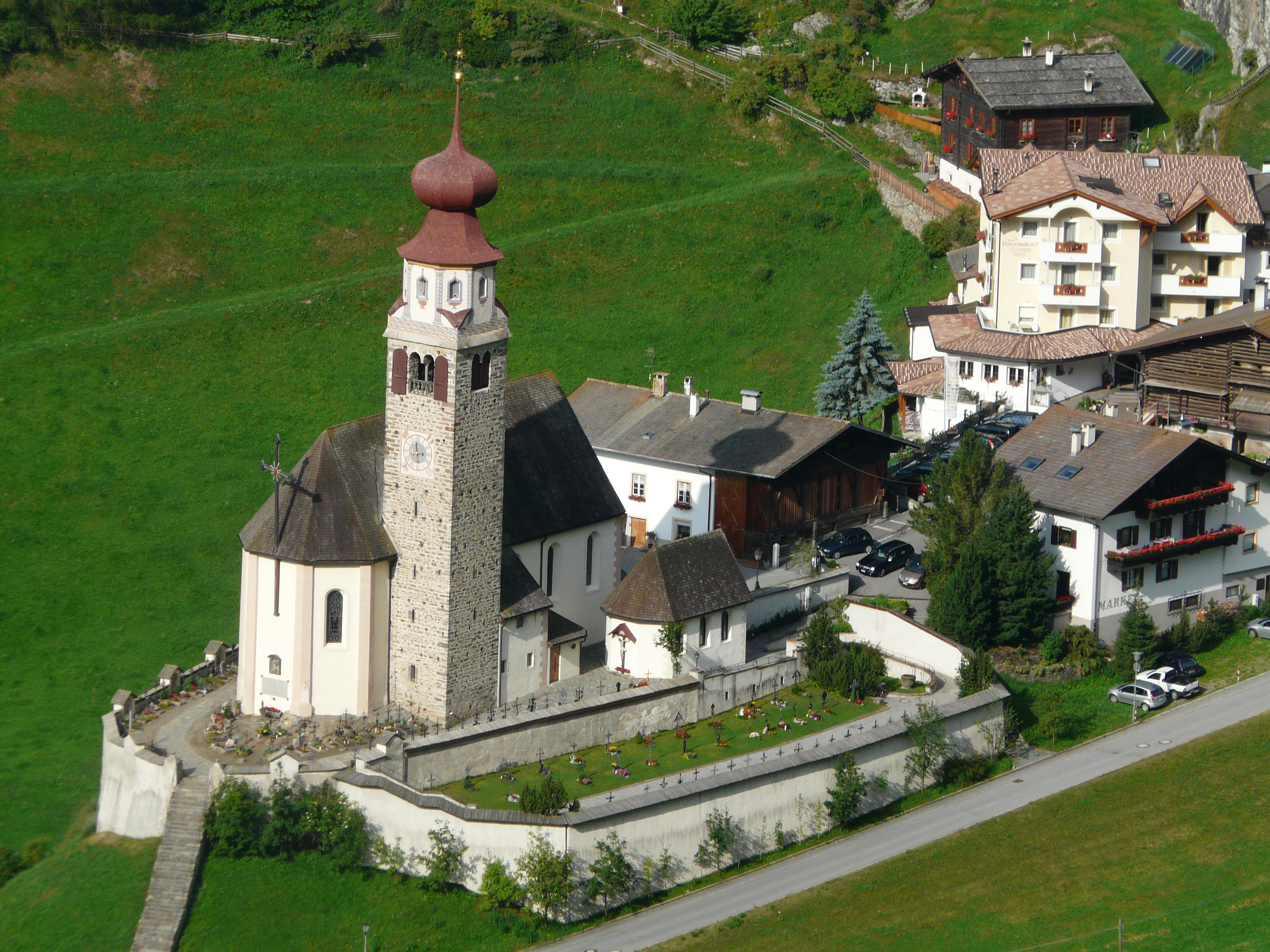
Wallfahrtskirche Unser Frau
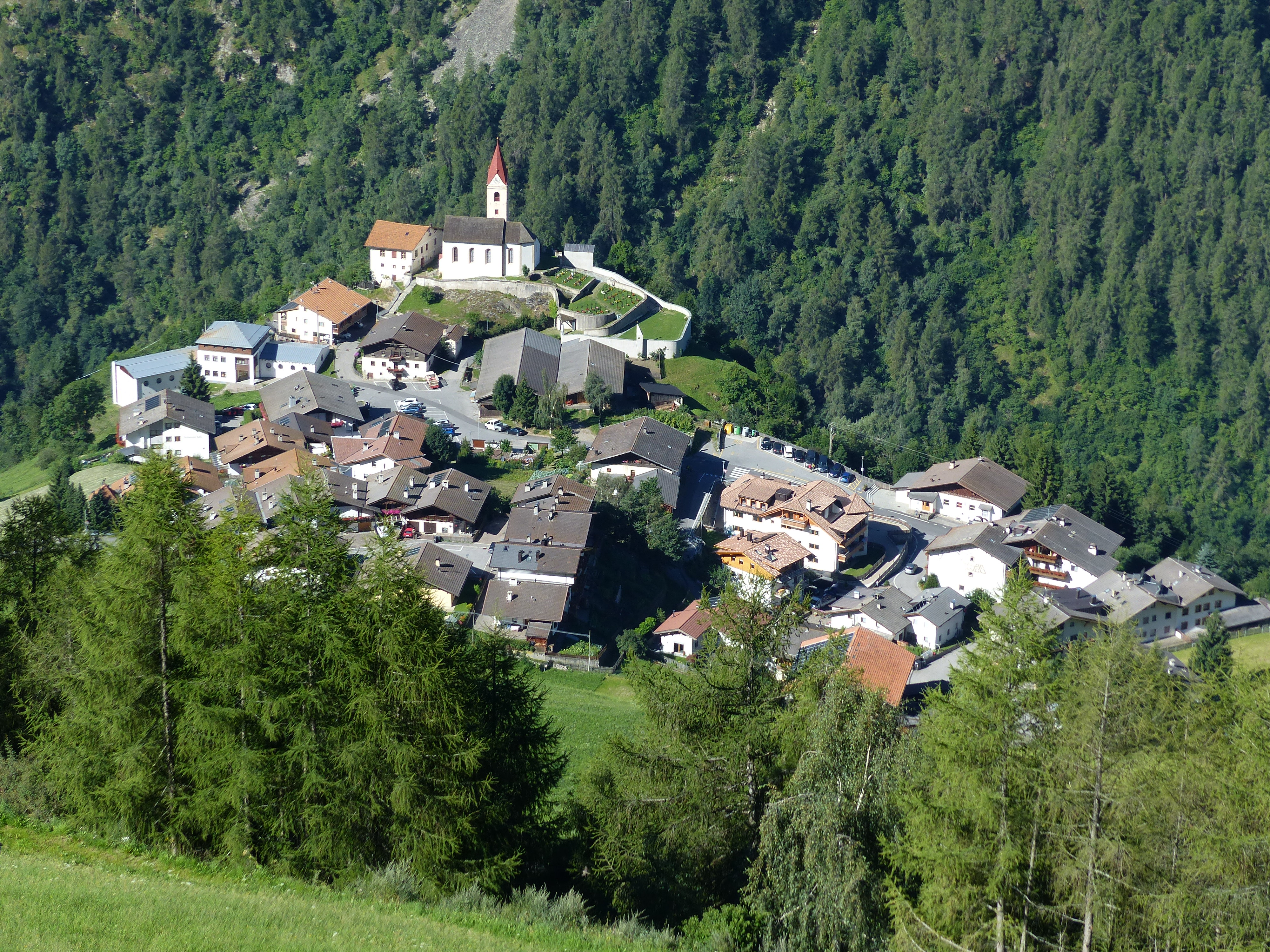
Katharinaberg
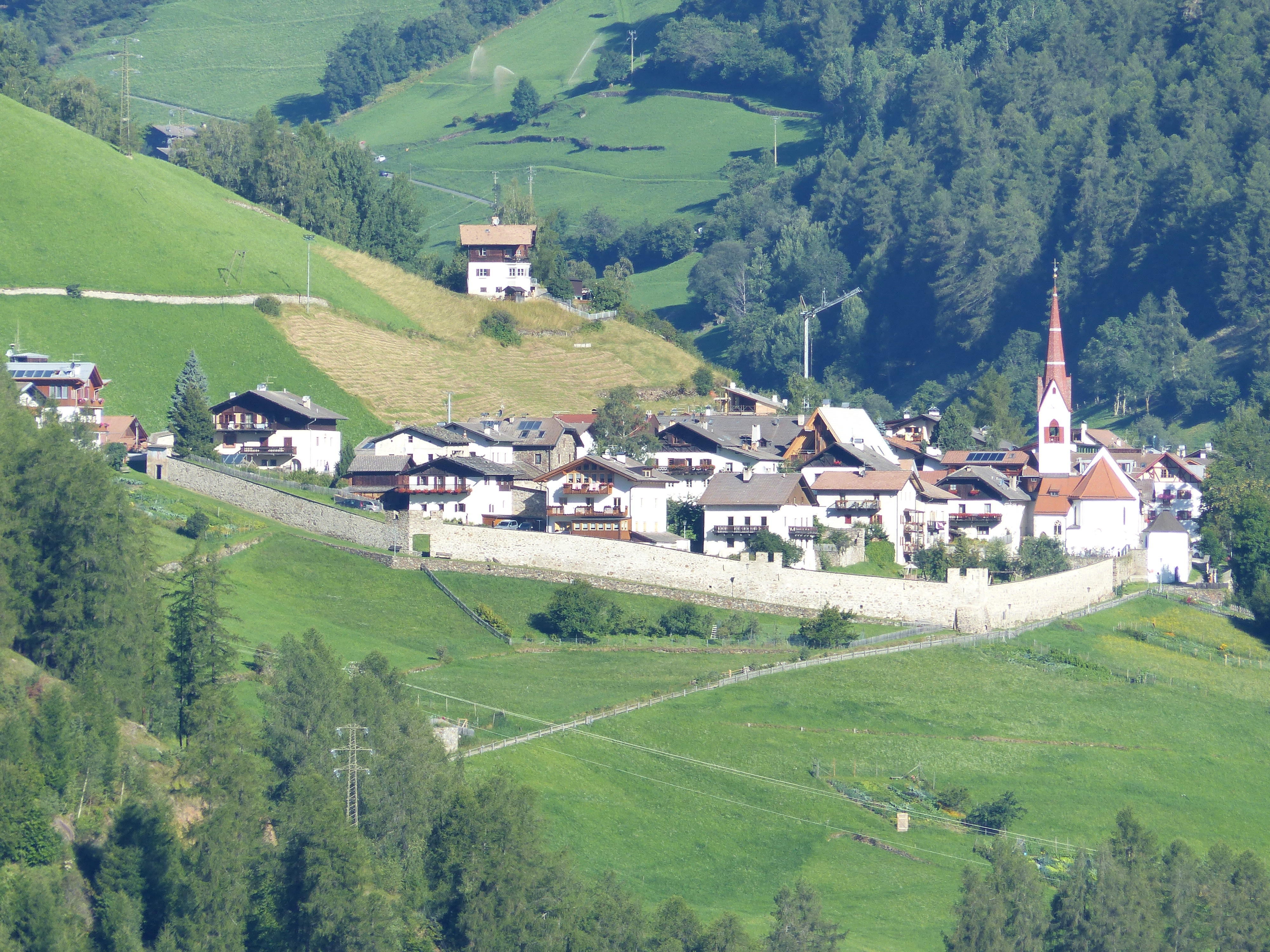
Karthaus

## Söhne und Töchter
- Anton Santner (1789–1877), österreichischer Freiheitskämpfer und katholischer Geistlicher
- Friedrich Gurschler (1923–2020), freischaffender Künstler